# ۸۲۳ سیسیگامبیس
سیارک ۸۲۳ سیسیگامبیس (به انگلیسی: 823 Sisigambis، نامگذاری:1916ZG) هشتصد و بیست و سومین سیارک کشف شده‌است که در ۳۱ مارس ۱۹۱۶ و در هایدلبرگ کشف شد.
قدر مطلق سیارک برابر ۱۱٫۳۸ است.
این سیارک به نام سیسیگامبیس دختر اردشیر دوم هخامنشی نام گذاری شده‌است.